# Miss Congeniality
 Miss Congeniality  is een komische Amerikaanse film uit 2000 met Sandra Bullock in de hoofdrol. In 2005 krijgt de film een vervolg met Miss Congeniality 2: Armed & Fabulous.

## Verhaal
FBI-agente Gracie Hart (Bullock) gaat undercover als Miss USA om een aanslag op de missverkiezingen te voorkomen. Ze moet, om uit te kunnen komen voor een van de staten, een uitgebreide cursus vrouwelijkheid ondergaan. Dit valt niet mee omdat ze een mannelijk karakter heeft...

## Rolverdeling
| Acteur                | Personage                         |
| --------------------- | --------------------------------- |
| Sandra Bullock        | Gracie Hart                       |
| Mary Ashleigh Green   | jonge Gracie                      |
| Michael Caine         | Victor Melling                    |
| Benjamin Bratt        | Eric Matthews                     |
| Candice Bergen        | Kathy Morningside                 |
| Ernie Hudson          | Harry McDonald                    |
| William Shatner       | Stan Fields                       |
| John DiResta          | Agent Clonsky                     |
| Heather Burns         | Cheryl Frasier, Miss Rhode Island |
| Melissa De Sousa      | Karen Krantz, Miss New York       |
| Steve Monroe          | Frank Tobin                       |
| Deirdre Quinn         | Mary Jo Wright, Miss Texas        |
| Wendy Raquel Robinson | Leslie Davis, Miss California     |
| Asia De Marcos        | Alana Krewson, Miss Hawaii        |

## Prijzen en nominaties
- American Comedy Award
  - Gewonnen - Beste filmactrice (Sandra Bullock)
- BMI Film Music Award
  - Gewonnen - Ed Shearmur
- Blockbuster Entertainment Award
  - Gewonnen - Beste actrice in een komedie (Sandra Bullock)
  - Gewonnen - Beste mannelijke bijrol in een komedie (Benjamin Bratt)
  - Genomineerd - Beste vrouwelijke bijrol in een komedie (Candice Bergen)
- Canadian Comedy Award
  - Genomineerd - Grappigste acteur (William Shatner)
- Golden Globe
  - Genomineerd - Beste lied (One In A Million - Bosson)
  - Genomineerd—Beste actrice in een komedie (Sandra Bullock)
- Golden Satellite Award
  - Genomineerd - Beste actrice in een komedie (Sandra Bullock)
- Teen Choice Award
  - Gewonnen - Beste komedie
  - Gewonnen - Beste actrice (Sandra Bullock)